# Sylvicola annulicornis
Sylvicola annulicornis är en tvåvingeart som först beskrevs av Edwards 1928.  Sylvicola annulicornis ingår i släktet Sylvicola, och familjen fönstermyggor. Inga underarter finns listade.